# Carl Cnobloch (Verleger)
Carl Christian Cnobloch, auch Karl Cnobloch, (* 10. August 1778 in Freyburg (Unstrut); † 30. April 1834 in Leipzig) war ein deutscher Verlagsbuchhändler in Leipzig.

## Leben
Schulunterricht bekam Carl bei seinem Vater, dem Superintendenten Cnobloch, und bei Verwandten in Bösenrode. 1793 ging er in Leipzig bei dem Buchhändler Adam Friedrich Böhme (1771–1818) in die Lehre. 1806 kehrte Cnobloch von Aufenthalten in Halle (Saale) und Paris nach Leipzig zurück. 1809 machte er sich selbständig und kaufte sukzessive folgende Unternehmungen aus der Buchbranche auf; verleibte sie also seinem Verlag Carl Cnobloch ein:
- 1818: A. F. Böhme, Leipzig
- 13. März 1825: Christian Ernst Gabler, Jena, bis 1794 Melchiorsche Buchhandlung
- C. G. Martini, Leipzig, gegründet 1793
- K. W. Küchler, Leipzig, früher Rösescher Verlag in Greifswald
- 1827: Johann Balthasar Schiegg, Leipzig
- H. A. Rottmann, Basel

Carl Cnobloch starb nach längerer Krankheit. Sein Schwiegersohn Eduard Langbein (1802–1857) führte die Geschäfte weiter. Die Witwe Langbeins verkaufte 1857 an Ernst Keßner. Nach dessen Tode 1866 übernahmen L. W. Reisland und Max Cyriacus den Verlag.